# Татарука
Татару́ка — гора у північній частині масиву Свидовець (Українські Карпати). Розташована на межі Рахівського і Тячівського районів Закарпатської області. Висота — 1707 м (за іншими даними 1711 м). На привершинній частині гори розкинулись полонини. Східні схили круті, південні — пологі.
З півдня до гори прилягає сідловина, що тягнеться до гори Трояски (1702 м). На захід від Татаруки розташована гора Підпула (1634 м), на південний схід — озеро Апшинець і гора Догяска (1761 м). На східних схилах Татаруки лежить Апшинецький заказник, на північно-східних схилах розташовані витоки річки Чорної Тиси.
Через Татаруку проходить туристичний маршрут від головного Свидовецького хребта (гори Трояски) до перевалу Околе (1193 м), і далі — до гори Братківської (1788 м).
Найближчий населений пункт: село Чорна Тиса.

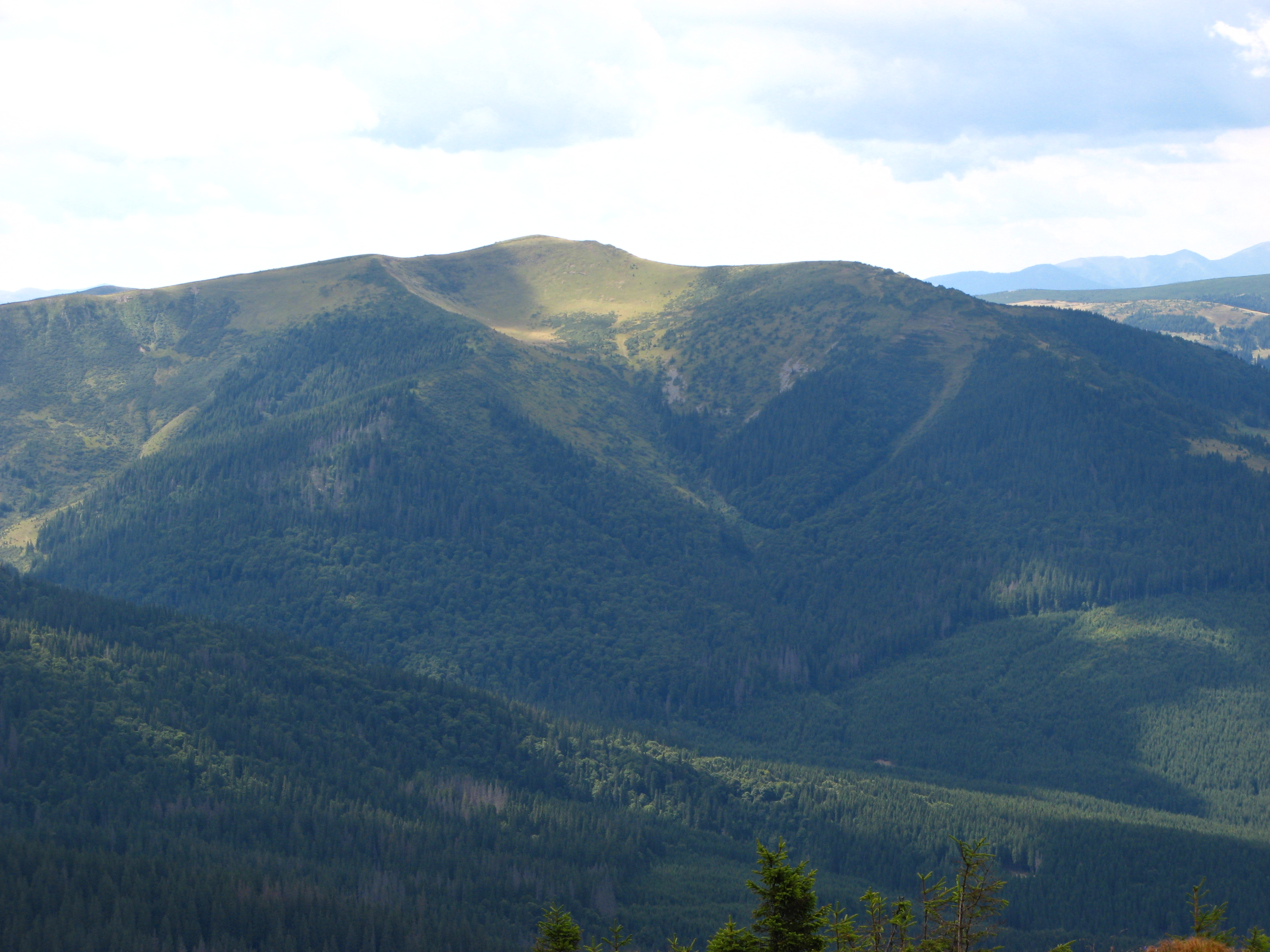
Вигляд на Татаруку зі сходу